# جوائز الشاشة الذهبية
جوائز الشاشة الذهبية (Gullruten) هي جائزة سنوية تأسست عام 1998 من قبل جمعية منتجي الأفلام والتلفزيون النرويجية لتكريم أفضل صناع المسلسلات التلفزيونية النرويجية. تضم اللجنة المانحة ممثلين لشركات التلفزيون الوطنية الكبرى (NRK ، TV2 ، تي في 3 ، تي في نرويج).
في عام 1998، قدمت العرض المنشطة المغربية الأصل نادية الحسناوي، وفي الفترة من 1999 إلى 2012 دورثي سكيبل ومن عام 2013 كل من Henriette Steenstrup و John Brungot.
اختلفت فئات الجوائز كل سنة ومن الفئات التي يتم منحها :
- أفضل برنامج ترفيهي
- أفضل مسلسل واقعي
- أفضل وثائقي روائي
- أفضل دراما تلفزيونية
- أفضل عرض كوميدي
- أفضل برنامج للأطفال أو الشباب
- أفضل مجلة أو برنامج لايف ستايل
- أفضل برنامج واقعي أو وقائعي
- أفضل فيلم وثائقي تلفزيوني
- أفضل ممثلة
- أفضل ممثل
- أفضل مقدمة تلفزيونية
- أفضل مقدم تلفزيوني.

## روابط خارجية
- جوائز الشاشة الذهبية على موقع IMDb (الإنجليزية)